# Micrathena gurupi
Micrathena gurupi är en spindelart som beskrevs av Levi 1985. Micrathena gurupi ingår i släktet Micrathena och familjen hjulspindlar. Inga underarter finns listade i Catalogue of Life.